# Roy Clifford
Roy A. Clifford (Lansing, 14 giugno 1900 – 12 giugno 1996) è stato un allenatore di pallacanestro statunitense, professionista nella BAA.

## Carriera
Durante la stagione 1946-47 subentrò a Dutch Dehnert alla guida dei Cleveland Rebels. In 23 partite di regular season riportò 13 vittorie, conducendo la squadra ai play-off.